# Підготовча теорема Веєрштрасса
У математиці підготовча теорема Веєрштрасса є важливим твердженням про властивості голоморфних функцій багатьох комплексних змінних в околі деякої точки P. Згідно теореми кожна така функція є добутком функції, що не дорівнює нулю в P, і многочлена по одній фіксованій змінній z, старший коефіцієнт якого є рівним одиниці, а коефіцієнти членів нижчого степеня є голоморфними функціями решти змінних і дорівнюють нулю в точці P. До того ж і функція і многочлен (який називається многочленом Веєрштрасса) визначені однозначно. 
Пов’язаним результатом є теорема Веєрштрасса про ділення, яка стверджує, що якщо f і g є голоморфними функціями, а g є многочленом Веєрштрассса степеня N ', то існує однозначно визначена пара h і j для якої f = gh + j, де j є многочленом степеня менше ніж N. 
Теореми є фактично еквівалентними. Більшість авторів доводять підготовча теорему Веєрштрасса як наслідок теореми про ділення, хоч також можна довести теорему про ділення з підготовчої теореми підготовки.
Існує також кілька варіантів теореми, які розширюють ідею факторизації в якомусь кільці R як u·w, де  u — оборотний елемент, а w — якийсь специфічний многочлен Веєрштрасса. 

## Твердження теорем
Для голоморфної функції f(z) однієї змінної в околі точки 0 можна записати zkh(z), де h(0) не дорівнює 0, а k є кратністю f у точці 0. Підготовча теорема узагальнює цей результат на випадок багатьох комплексних змінних.
Нехай z позначає одну із комплексних змінних, а загалом усі змінні позначаються як (z, z2, ..., zn). 
Многочленом Веєрштрасса W(z) щодо змінної z у точці 0 називається вираз
zk + gk−1zk− 1 + ... + g0
де gi(z2, ..., zn ) є голоморфними і gi(0, ..., 0) = 0.
Голоморфна функція :f(z, z2, ..., zn) називається загальною щодо змінної z порядку k у точці (0, ..., 0), якщо 
f(z, ...,0) = ak zk + ak+1 zk+1 + ...
Підготовча теорема Веєрштрасса стверджує, що для голоморфної функції f, яка є загальною щодо змінної z порядку k у точці (0, ..., 0)
локально поблизу (0, ..., 0) можна записати
f(z, z2, ..., zn) = W(z)h(z, z2, ..., zn)
де h є голоморфною функцією для якої h(0, ..., 0) не є рівною 0, і W є многочленом Веєрштрасса.
Безпосереднім наслідком теореми є факт, що множина розв'язків рівняння f = 0, поблизу точки (0, ..., 0), можна знайти шляхом фіксації будь-яких малих значень z2 , ..., zn і розв’язування поліноміального рівняння W(z)=0. Відповідні значення z утворюють неперервні гілки, кількість яких дорівнює степеню W щодо змінної z. Зокрема f не може мати ізольованого нуля.
Теорема Веєрштрасса про ділення стверджує, що якщо g і f є голоморфними функціями від n змінних і f є загальною щодо змінної z порядку k у точці (0, ..., 0), то в околі (0, ..., 0) можна однозначно записати:
g = fh + j,
де h є голоморфною в околі точки (0, ..., 0), а j є многочленом щодо змінної z степеня меншого k коефіцієнти якого є голоморфними функціями змінних (z2, ..., zn). Іншими словами j є голоморфною функцією в околі точки (0, ..., 0) розклад якої у ряд Тейлора містить степені z не вищі, ніж k - 1.
Теореми використовуються для дослідження множини розв'язків  f (z, z2, ..., zn) = 0 в околі деякої точки P, яка теж є розв'язком рівняння:  f (P) = 0. Для можливості застосування теорем Веєрштрасса потрібно спершу перенести координатну систему, так щоб у точці P був початок координат. Тоді порядок функції f у цій точці (найменший сумарний степінь із ненульовим коефіцієнтом у розкладі функції в ряд Тейлора) є більшим нуля. Якщо функція f має порядок k у точці (0, ..., 0) то існує перетворення координат z = y,  zi = yi + ciyn = після якого функція у координатах (y, y2, ..., yn) стає загальною порядку k у точці (0, ..., 0) щодо змінної y.
Відповідно попри додаткові вимоги, які накладаються на функції у теоремах їх, після нескладних перетворень координат, можна застосовувати для вивчення нулів голоморфної функції в околі довільної такої точки.

## Доведення

### Доведення підготовчої теореми із теореми про ділення
Нехай {\displaystyle f(z,z_{2},...,z_{n})} є голоморфною функцією, що є загальною щодо змінної {\displaystyle z} порядку {\displaystyle k} і {\displaystyle g:=z^{k}.} Тоді із теореми про ділення: {\textstyle z^{k}=qf+j}, де {\displaystyle q} є голоморфною в деякому околі і також можна записати:
{\displaystyle j(z,z_{2},\ldots ,z_{n})=\sum _{i=1}^{k}b_{i}(z_{2},\ldots ,z_{n})z^{k-i}}, де {\displaystyle b_{i}} є голоморфними від n - 1 змінної у деякому околі.
Якщо {\displaystyle z_{2}=0,\ldots ,z_{n}=0,} то звідси:
{\displaystyle h(z,0,\ldots ,0)(cz^{k}+\ldots )=z^{k}-\sum _{i=1}^{k}b_{i}(0,\ldots ,0)z^{k-i}}, де {\displaystyle c\neq 0.}
Розписуючи {\displaystyle h(z,0,\ldots ,0)} у ряд Тейлора за степенями {\displaystyle z} і прирівнюючи значення при різних степенях цієї змінної, одержується, що {\displaystyle h(0,\ldots ,0)={\frac {1}{c}}\neq 0} і {\displaystyle b_{i}(0,\ldots ,0)=0.}
Отож для {\displaystyle q} у деякому околі точки (0, ..., 0) існує обернена функція {\displaystyle h(z,z_{2},\ldots ,z_{n})=q^{-1}(z,z_{2},\ldots ,z_{n})}, а {\textstyle W(z)=z^{k}-\sum _{i=1}^{k}b_{i}(z_{2},\ldots ,z_{n})z^{k-i}} є многочленом Ваєрштраса. Тоді {\displaystyle f=hW} і є розкладом функції у добуток, що завершує доведення існування у підготовчій теоремі.
Нехай {\displaystyle f=h_{1}W_{1}=h_{2}W_{2}} є двома розкладами із підготовчої теореми у деякому околі точки (0, ..., 0). Тоді {\displaystyle h_{1},\ h_{2}} є оборотними у цьому околі, а {\displaystyle W_{1}=z^{k}-j_{1},\ W_{2}=z^{k}-j_{2},} де {\displaystyle j_{1},\ j_{2}} є многочленами щодо змінної {\displaystyle z} степеня меншого {\displaystyle k} коефіцієнти якого є голоморфними функціями змінних {\displaystyle (z_{2},\ldots ,z_{n})}. Тоді {\displaystyle z^{k}=h_{1}^{-1}f+j_{1}=h_{2}^{-1}f+j_{2}} і з твердження про єдиність у теоремі про ділення випливає, що {\displaystyle h_{1}^{-1}=h_{2}^{-1}} і {\displaystyle j_{1}=j_{2}.} Звідси також {\displaystyle h_{1}=h_{2}} і {\displaystyle W_{1}=W_{2},} що завершує доведення єдиності розкладу у твердженні підготовчої теореми.

### Доведення теореми про ділення

#### Існування
Функцію {\displaystyle f}, яка є голоморфною в деякому околі точки (0, ..., 0) у околі цієї точки можна записати як ряд Тейлора у виді:
{\displaystyle f(z,z_{2},\ldots ,z_{n})=\sum _{i=0}^{\infty }f_{i}(z_{2},\ldots ,z_{n})z^{i}}
де функції {\displaystyle f_{i}} є голоморфними в деякому (одному для всіх) околі точки (0, ..., 0) (у просторі {\displaystyle \mathbb {C} ^{n-1}}). 
Позначимо {\textstyle {\hat {f}}:=\sum _{i=0}^{k-1}f_{i}z^{i},\ {\tilde {f}}:=\sum _{i=k}^{\infty }f_{i}z^{i-k}.} Тоді {\displaystyle f={\hat {f}}+z^{k}{\tilde {f}}} і {\displaystyle {\tilde {f}}} є оборотною у деякому околі точки (0, ..., 0).
Нехай {\displaystyle r=(r_{1},\ldots ,r_{n})} — мультирадіус такий, що функції {\displaystyle f,\ g} є голоморфними у околі, що містить замкнутий полікруг {\displaystyle B_{r}:=\{(z,z_{2},\ldots ,z_{n})\in \mathbb {C} ^{n}:|z|\leqslant r_{1},z_{i}\leqslant r_{i}\}}, а функція {\displaystyle {\tilde {f}}} є голоморфною і оборотною у цьому полікрузі. Позначимо також {\displaystyle r'=(r_{2},\ldots ,r_{n})} — мультирадіус для {\displaystyle n-1} змінної. 
На просторі функцій голоморфних у деякому околі, що містить {\displaystyle B_{r}} можна ввести норму {\displaystyle \|\cdot \|_{r}}: для функції {\displaystyle F(Z)=\sum _{\alpha \in \mathbb {N} ^{n}}a_{\alpha }Z^{\alpha }} за означенням 
{\displaystyle \|F\|_{r}=\sum _{\alpha \in \mathbb {N} ^{n}}|a_{\alpha }|r^{\alpha }.}
Тут використані позначення {\displaystyle Z=(z,z_{2},\ldots ,z_{n}),} {\displaystyle \alpha =({\alpha _{1},\ldots ,\alpha _{n}})} — мультиіндекс, {\displaystyle Z^{\alpha }:=z^{\alpha _{1}}z_{2}^{\alpha _{2}}\cdot \ldots \cdot z_{n}^{\alpha _{n}}} і {\displaystyle r^{\alpha }=r_{1}^{\alpha _{1}}\cdot \ldots \cdot r_{n}^{\alpha _{n}}.}
Тоді для таких означень і норми: {\displaystyle \|f\|_{r}=\|{\hat {f}}\|_{r}+r_{1}^{k}\|{\tilde {f}}\|_{r}} і звідси {\displaystyle \|{\tilde {f}}\|_{r}\leqslant r_{1}^{-k}\|f\|_{r}.}
Функція {\displaystyle q:=x^{k}-f{\tilde {f}}^{-1}=-{\hat {f}}{\tilde {f}}^{-1}} і відповідні функції {\displaystyle {\hat {q}},\ {\tilde {q}}} (означення яких є аналогічними як для функції {\displaystyle f} вище) є голоморфними в околі, що містить {\displaystyle B_{r}}. Окрім того для будь-якого {\displaystyle 0<\varepsilon <1} можна обрати {\displaystyle r} так щоб {\displaystyle \|q\|_{r}\leqslant \varepsilon r_{1}^{k}.}
Справді записавши:
{\displaystyle q={\hat {q}}+z^{k}{\tilde {q}}=\sum _{i=0}^{k-1}q_{i}z^{i}+z^{k}{\tilde {q}}}
із означення {\displaystyle q} випливає, що {\displaystyle q_{i}(0,\ldots ,0)={\tilde {q}}(0,\ldots ,0)=0.} Звідси {\displaystyle r_{1}} і потім {\displaystyle r'} можна обрати настільки малими щоб водночас {\displaystyle \|{\tilde {q}}\|_{r}\leqslant \varepsilon /2} і звідси {\displaystyle \|z^{k}{\tilde {q}}\|_{r}\leqslant r_{1}^{k}\varepsilon /2}, а також {\displaystyle \|q_{i}\|_{r^{'}}\leqslant r_{1}^{k-i}{\frac {\varepsilon }{2}}}
Звідси 
{\displaystyle \|q\|_{r}=\left\|\sum _{i=0}^{k-1}q_{i}z^{i}+z^{k}{\tilde {q}}\right\|_{r}\leqslant \sum _{i=0}^{k-1}\|q_{i}\|_{r'}r_{1}^{i}+\|z^{k}{\tilde {q}}\|_{r}=\varepsilon r_{1}^{k},}  що завершує доведення нерівності.
Якщо позначити {\displaystyle q(\varphi )=q\cdot {\tilde {\varphi }},} то {\displaystyle \|q(\varphi )\|_{r}\leqslant \|q\|_{r}\cdot \|{\tilde {\varphi }}\|_{r}\leqslant \varepsilon \|\varphi \|_{r}.}
Нехай {\displaystyle \varphi _{0}:=g,\ \varphi _{i+1}:=q\cdot {\tilde {\varphi }}_{i}} і {\displaystyle \varphi :=\sum _{i=0}^{\infty }\varphi _{i}.} Тоді:
{\displaystyle \|\varphi \|_{r}=\left\|\sum _{i=0}^{\infty }\varphi _{i}\right\|_{r}\leqslant \sum _{i=0}^{\infty }\|\varphi _{i}\|_{r}\leqslant \|\varphi _{0}\|_{r}\varepsilon ^{i}=\|g\|_{r}{\frac {\varepsilon }{1-\varepsilon }}<\infty .}
Відповідно {\displaystyle \varphi } є голоморфною у відкритому полікрузі {\displaystyle B_{r}}, як і функції {\displaystyle h:={\tilde {\varphi }}{\tilde {f}}^{-1}} і {\displaystyle j:={\hat {\varphi }}}.
Для цих функцій виконуються рівності {\textstyle {\hat {\varphi }}=\sum {\hat {\varphi }}_{i}} і {\textstyle {\tilde {\varphi }}=\sum {\tilde {\varphi }}_{i}}. Також {\displaystyle \varphi _{i}-\varphi _{i+1}=f{\tilde {f}}^{-1}{\tilde {\varphi }}_{i}+{\hat {\varphi }}_{i}} і з цих рівностей остаточно
{\displaystyle g=\sum (\varphi _{i}-\varphi _{i+1})=f{\tilde {f}}^{-1}\sum {\tilde {\varphi }}_{i}+\sum {\hat {\varphi }}_{i}=hf+j.}
Остання рівність і доводить твердження існування у теоремі.

#### Єдиність
Нехай {\displaystyle g=h_{1}f+j_{1}=h_{2}f+j_{2}} є двома розкладами із твердження теореми. Оскільки із доведеного існування у теоремі про ділення без використання єдиності випливає існування у підготовчій теоремі, то також можна записати {\displaystyle g=q_{1}W+j_{1}=q_{2}W+j_{2}}, де {\displaystyle q_{1}=ph_{1},\ q_{2}=ph_{2}} і {\displaystyle p,\ W} — деякі функція і многочлен Веєрштрасса із твердження підготовчої теореми (їх існування уже доведено, єдиність у даному випадку не потрібна). 
Тоді {\displaystyle (q_{1}-q_{2})W=(j_{2}-j_{1}).}  Усі функції можна вважати голоморфними у деякому спільному околі точки (0, ..., 0) наприклад у деякому відкритому полікрузі. Якщо {\textstyle W(z)=z^{k}+\sum _{i=0}^{k-1}b_{i}(z_{2},\ldots ,z_{n})z^{i}} то з того, що {\textstyle b_{i}(0,\ldots ,0)=0} випливає, що у малому полікрузі функції {\textstyle b_{i}(z_{2},\ldots ,z_{n})} теж є малими за модулем. Тоді також і всі корені многочлена Веєрштрасса для будь-якої точки {\textstyle (z_{2},\ldots ,z_{n})} належать кругу деякого малого радіуса (в іншому разі всі {\textstyle b_{i}(z_{2},\ldots ,z_{n})z^{i}} за модулем будуть значно менші за {\displaystyle z^{k}}).  Тобто для деякого малого {\displaystyle r_{1}>0} можна обрати {\displaystyle r_{2},\ldots ,r_{n}} такі, що у відкритому полікрузі {\displaystyle B_{r}} усі функції, що розглядаються є голоморфними і для кожної {\textstyle (z_{2},\ldots ,z_{n})} із полікруга відповідний многочлен має {\displaystyle k} коренів із урахуванням кратності. Відповідно для кожної такої точки {\textstyle (z_{2},\ldots ,z_{n})} функція {\displaystyle (q_{1}-q_{2})W} теж має щонайменше {\displaystyle k} коренів. Натомість для кожної такої точки {\displaystyle j_{2}-j_{1}} є многочленом степеня меншого, ніж {\displaystyle k}. 
Відповідно {\displaystyle j_{2}-j_{1}} має бути нульовим многочленом у кожній такій точці, тобто {\displaystyle j_{2}-j_{1}=0} у полікрузі {\displaystyle B_{r}}. Як наслідок у цьому полікрузі {\displaystyle (q_{1}-q_{2})W=0} і оскільки {\displaystyle W\neq 0} з теореми про рівність випливає, що {\displaystyle q_{1}=q_{2}}. Із цього також {\displaystyle h_{1}=p^{-1}q_{1}=p^{-1}q_{2}=h_{2},} що завершує доведення єдиності.